# Liste der Olympiasieger im Rennrodeln

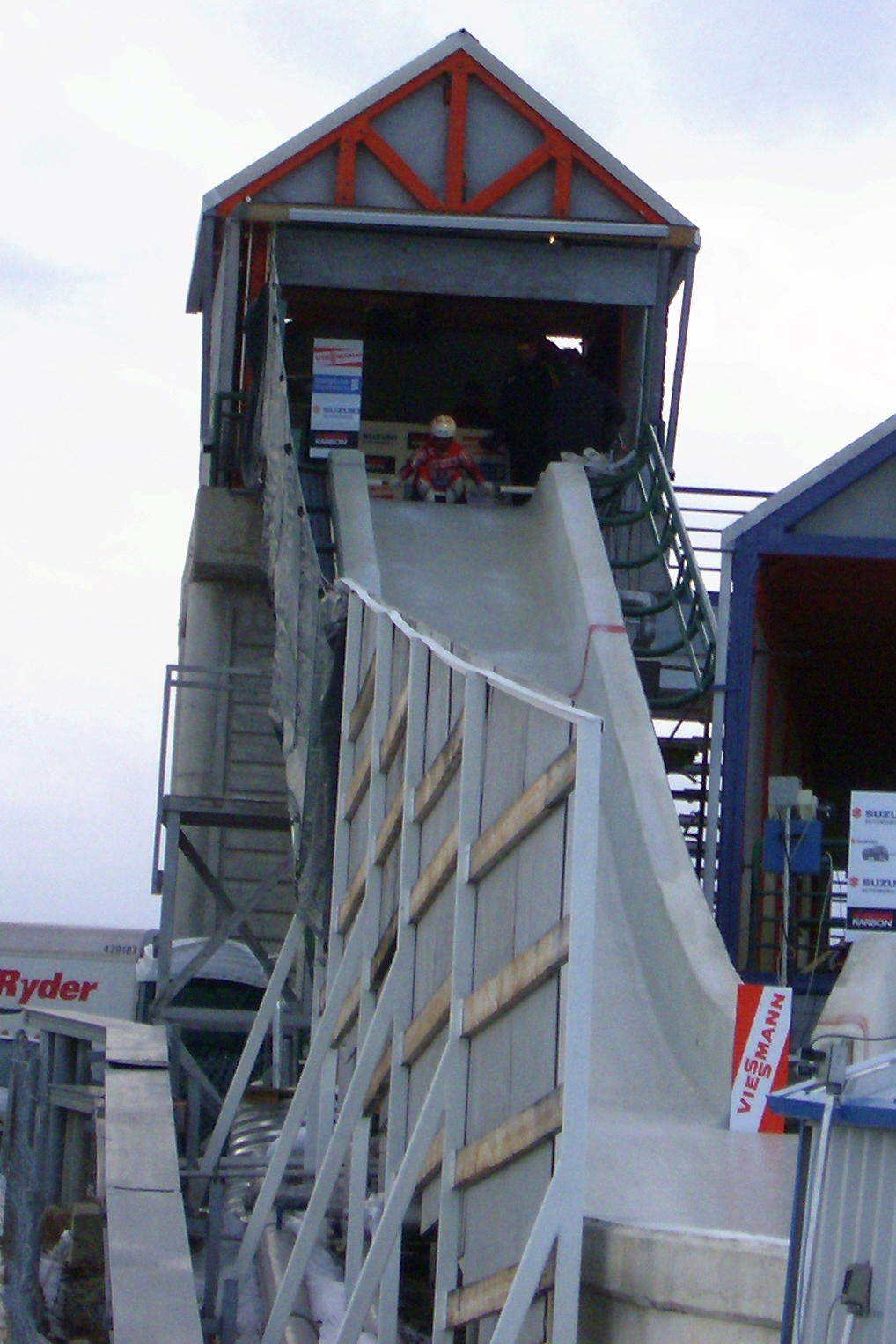
Olympiabahn in Calgary, Kanada (Start)

Die Liste der Olympiasieger im Rennrodeln listet alle Sieger sowie die Zweit- und Drittplatzierten der Wettbewerbe im Rennrodeln bei den Olympischen Winterspielen, gegliedert nach Männern und Frauen sowie den einzelnen Wettbewerben, seit 1964 auf. Im weiteren Teil werden alle Rennrodler, die mindestens einmal Olympiasieger waren, aufgelistet. Den Abschluss bilden die einzelnen Nationenwertungen.

## Wettbewerbe
Insgesamt wurden bei den Winterspielen 48 Goldmedaillen vergeben. Thomas Köhler und Paul Hildgartner sind die einzigen Sportler, die sowohl im Einsitzer als auch im Doppelsitzer Gold gewinnen konnten.

### Einsitzer Männer
| Olympia | Gold              | Silber                | Bronze                |
| ------- | ----------------- | --------------------- | --------------------- |
| 1964    | Thomas Köhler     | Klaus-Michael Bonsack | Hans Plenk            |
| 1968    | Manfred Schmid    | Thomas Köhler         | Klaus-Michael Bonsack |
| 1972    | Wolfgang Scheidel | Harald Ehrig          | Wolfram Fiedler       |
| 1976    | Dettlef Günther   | Josef Fendt           | Hans Rinn             |
| 1980    | Bernhard Glass    | Paul Hildgartner      | Anton Winkler         |
| 1984    | Paul Hildgartner  | Sergei Danilin        | Waleri Dudin          |
| 1988    | Jens Müller       | Georg Hackl           | Juri Chartschenko     |
| 1992    | Georg Hackl       | Markus Prock          | Markus Schmidt        |
| 1994    | Georg Hackl       | Markus Prock          | Armin Zöggeler        |
| 1998    | Georg Hackl       | Armin Zöggeler        | Jens Müller           |
| 2002    | Armin Zöggeler    | Georg Hackl           | Markus Prock          |
| 2006    | Armin Zöggeler    | Albert Demtschenko    | Mārtiņš Rubenis       |
| 2010    | Felix Loch        | David Möller          | Armin Zöggeler        |
| 2014    | Felix Loch        | Albert Demtschenko    | Armin Zöggeler        |
| 2018    | David Gleirscher  | Christopher Mazdzer   | Johannes Ludwig       |
| 2022    | Johannes Ludwig   | Wolfgang Kindl        | Dominik Fischnaller   |

### Einsitzer Frauen
| Olympia | Gold                   | Silber               | Bronze               |
| ------- | ---------------------- | -------------------- | -------------------- |
| 1964    | Ortrun Enderlein       | Ilse Geisler         | Helene Thurner       |
| 1968    | Erika Lechner          | Christa Schmuck      | Angelika Dünhaupt    |
| 1972    | Anna-Maria Müller      | Ute Rührold          | Margit Schumann      |
| 1976    | Margit Schumann        | Ute Rührold          | Elisabeth Demleitner |
| 1980    | Vera Zozuļa            | Melitta Sollmann     | Ingrīda Amantova     |
| 1984    | Steffi Martin          | Bettina Schmidt      | Ute Weiß             |
| 1988    | Steffi Walter(-Martin) | Ute Oberhoffner      | Cerstin Schmidt      |
| 1992    | Doris Neuner           | Angelika Neuner      | Susi Erdmann         |
| 1994    | Gerda Weißensteiner    | Susi Erdmann         | Andrea Tagwerker     |
| 1998    | Silke Kraushaar        | Barbara Niedernhuber | Angelika Neuner      |
| 2002    | Sylke Otto             | Barbara Niedernhuber | Silke Kraushaar      |
| 2006    | Sylke Otto             | Silke Kraushaar      | Tatjana Hüfner       |
| 2010    | Tatjana Hüfner         | Nina Reithmayer      | Natalie Geisenberger |
| 2014    | Natalie Geisenberger   | Tatjana Hüfner       | Erin Hamlin          |
| 2018    | Natalie Geisenberger   | Dajana Eitberger     | Alex Gough           |
| 2022    | Natalie Geisenberger   | Anna Berreiter       | Tatjana Iwanowa      |

### Doppelsitzer
| Olympia | Gold                                                          | Silber                                                    | Bronze                                                               |
| ------- | ------------------------------------------------------------- | --------------------------------------------------------- | -------------------------------------------------------------------- |
| 1964    | ÖsterreichJosef Feistmantl Manfred Stengl                     | ÖsterreichReinhold Senn Helmut Thaler                     | ItalienWalter Außendorfer Siegfried Mair                             |
| 1968    | DDRKlaus-Michael Bonsack Thomas Köhler                        | ÖsterreichManfred Schmid Ewald Walch                      | BR DeutschlandWolfgang Winkler Fritz Nachmann                        |
| 1972    | Deutsche Demokratische RepublikHorst Hörnlein Reinhard Bredow |                                                           | Deutsche Demokratische RepublikKlaus-Michael Bonsack Wolfram Fiedler |
| 1972    | ItalienPaul Hildgartner Walter Plaikner                       |                                                           | Deutsche Demokratische RepublikKlaus-Michael Bonsack Wolfram Fiedler |
| 1976    | Deutsche Demokratische RepublikHans Rinn Norbert Hahn         | BR DeutschlandHans Brandner Balthasar Schwarm             | ÖsterreichRudolf Schmid Franz Schachner                              |
| 1980    | Deutsche Demokratische RepublikHans Rinn Norbert Hahn         | ItalienPeter Gschnitzer Karl Brunner                      | ÖsterreichGeorg Fluckinger Karl Schrott                              |
| 1984    | BR DeutschlandHans Stanggassinger Franz Wembacher             | SowjetunionJewgeni Beloussow Alexander Beljakow           | Deutsche Demokratische RepublikJörg Hoffmann Jochen Pietzsch         |
| 1988    | Deutsche Demokratische RepublikJörg Hoffmann Jochen Pietzsch  | Deutsche Demokratische RepublikStefan Krauße Jan Behrendt | BR DeutschlandThomas Schwab Wolfgang Staudinger                      |
| 1992    | DeutschlandStefan Krauße Jan Behrendt                         | DeutschlandYves Mankel Thomas Rudolph                     | ItalienHansjörg Raffl Norbert Huber                                  |
| 1994    | ItalienKurt Brugger Wilfried Huber                            | ItalienHansjörg Raffl Norbert Huber                       | DeutschlandStefan Krauße Jan Behrendt                                |
| 1998    | DeutschlandStefan Krauße Jan Behrendt                         | Vereinigte StaatenChris Thorpe Gordy Sheer                | Vereinigte StaatenMark Grimmette Brian Martin                        |
| 2002    | DeutschlandPatric Leitner Alexander Resch                     | Vereinigte StaatenMark Grimmette Brian Martin             | Vereinigte StaatenChris Thorpe Clay Ives                             |
| 2006    | ÖsterreichAndreas Linger Wolfgang Linger                      | DeutschlandAndré Florschütz Torsten Wustlich              | ItalienGerhard Plankensteiner Oswald Haselrieder                     |
| 2010    | ÖsterreichAndreas Linger Wolfgang Linger                      | LettlandAndris Šics Juris Šics                            | DeutschlandPatric Leitner Alexander Resch                            |
| 2014    | DeutschlandTobias Wendl Tobias Arlt                           | ÖsterreichAndreas Linger Wolfgang Linger                  | LettlandAndris Šics Juris Šics                                       |
| 2018    | DeutschlandTobias Wendl Tobias Arlt                           | ÖsterreichPeter Penz Georg Fischler                       | DeutschlandToni Eggert Sascha Benecken                               |
| 2022    | DeutschlandTobias Wendl Tobias Arlt                           | DeutschlandToni Eggert Sascha Benecken                    | ÖsterreichThomas Steu Lorenz Koller                                  |

### Teamstaffel
| Olympia | Gold                                                                     | Silber                                                                           | Bronze                                                              |
| ------- | ------------------------------------------------------------------------ | -------------------------------------------------------------------------------- | ------------------------------------------------------------------- |
| 2014    | DeutschlandNatalie Geisenberger Felix Loch Tobias Wendl Tobias Arlt      | RusslandTatjana Iwanowa Albert Demtschenko Alexander Denissjew Wladislaw Antonow | LettlandElīza Tīruma Mārtiņš Rubenis Andris Šics Juris Šics         |
| 2018    | DeutschlandNatalie Geisenberger Johannes Ludwig Tobias Wendl Tobias Arlt | KanadaAlex Gough Samuel Edney Justin Snith Tristan Walker                        | ÖsterreichMadeleine Egle David Gleirscher Peter Penz Georg Fischler |
| 2022    | DeutschlandNatalie Geisenberger Johannes Ludwig Tobias Wendl Tobias Arlt | ÖsterreichMadeleine Egle Wolfgang Kindl Thomas Steu Lorenz Koller                | LettlandElīza Tīruma Kristers Aparjods Mārtiņš Bots Roberts Plūme   |

## Medaillengewinner
- Platzierung: Reihenfolge der Athleten. Diese wird durch die Anzahl der Goldmedaillen bestimmt. Bei gleicher Anzahl werden die Silbermedaillen verglichen und anschließend die errungenen Bronzemedaillen.
- Name: Name des Athleten.
- Land: Das Land, für das der Athlet startete. Bei einem Wechsel der Nationalität wird das Land genannt, für das der Athlet die letzte Medaille erzielte.
- Von: Das Jahr, in dem der Athlet die erste Medaille gewonnen hat.
- Bis: Das Jahr, in dem der Athlet die letzte Medaille gewonnen hat.
- Gold: Nennt die Anzahl der gewonnenen Goldmedaillen.
- Silber: Anzahl der gewonnenen Silbermedaillen.
- Bronze: Anzahl der gewonnenen Bronzemedaillen.
- Gesamt: Anzahl aller gewonnenen Medaillen.

### Männer
| Platz | Name                  | Land                            | Von  | Bis  | Gold | Silber | Bronze | Gesamt |
| ----- | --------------------- | ------------------------------- | ---- | ---- | ---- | ------ | ------ | ------ |
| 1.    | Tobias Arlt           | Deutschland                     | 2014 | 2022 | 6    | —      | —      | 6      |
| 1.    | Tobias Wendl          | Deutschland                     | 2014 | 2022 | 6    | —      | —      | 6      |
| 3.    | Georg Hackl           | Deutschland                     | 1988 | 2002 | 3    | 2      | —      | 5      |
| 4.    | Johannes Ludwig       | Deutschland                     | 2018 | 2022 | 3    | —      | 1      | 4      |
| 5.    | Felix Loch            | Deutschland                     | 2010 | 2014 | 3    | —      | —      | 3      |
| 6.    | Armin Zöggeler        | Italien                         | 1994 | 2014 | 2    | 1      | 3      | 6      |
| 7.    | Jan Behrendt          | Deutschland                     | 1988 | 1998 | 2    | 1      | 1      | 4      |
| 7.    | Stefan Krauße         | Deutschland                     | 1988 | 1998 | 2    | 1      | 1      | 4      |
| 9.    | Paul Hildgartner      | Italien                         | 1972 | 1984 | 2    | 1      | —      | 3      |
| 9.    | Thomas Köhler         | DDR                             | 1964 | 1968 | 2    | 1      | —      | 3      |
| 9.    | Andreas Linger        | Österreich                      | 2006 | 2014 | 2    | 1      | —      | 3      |
| 9.    | Wolfgang Linger       | Österreich                      | 2006 | 2014 | 2    | 1      | —      | 3      |
| 13.   | Hans Rinn             | Deutsche Demokratische Republik | 1976 | 1980 | 2    | —      | 1      | 3      |
| 14.   | Norbert Hahn          | Deutsche Demokratische Republik | 1976 | 1980 | 2    | —      | —      | 2      |
| 15.   | Klaus-Michael Bonsack | Deutsche Demokratische Republik | 1964 | 1972 | 1    | 1      | 2      | 4      |
| 16.   | Manfred Schmid        | Österreich                      | 1968 | 1968 | 1    | 1      | —      | 2      |
| 17.   | David Gleirscher      | Österreich                      | 2018 | 2018 | 1    | —      | 1      | 2      |
| 17.   | Jörg Hoffmann         | Deutsche Demokratische Republik | 1984 | 1988 | 1    | —      | 1      | 2      |
| 17.   | Patric Leitner        | Deutschland                     | 2002 | 2010 | 1    | —      | 1      | 2      |
| 17.   | Jens Müller           | Deutschland                     | 1988 | 1998 | 1    | —      | 1      | 2      |
| 17.   | Jochen Pietzsch       | Deutsche Demokratische Republik | 1984 | 1988 | 1    | —      | 1      | 2      |
| 17.   | Alexander Resch       | Deutschland                     | 2002 | 2010 | 1    | —      | 1      | 2      |
| 23.   | Reinhard Bredow       | Deutsche Demokratische Republik | 1972 | 1972 | 1    | —      | —      | 1      |
| 23.   | Kurt Brugger          | Italien                         | 1994 | 1994 | 1    | —      | —      | 1      |
| 23.   | Josef Feistmantl      | Österreich                      | 1964 | 1964 | 1    | —      | —      | 1      |
| 23.   | Bernhard Glass        | Deutsche Demokratische Republik | 1980 | 1980 | 1    | —      | —      | 1      |
| 23.   | Dettlef Günther       | Deutsche Demokratische Republik | 1976 | 1976 | 1    | —      | —      | 1      |
| 23.   | Wilfried Huber        | Italien                         | 1994 | 1994 | 1    | —      | —      | 1      |
| 23.   | Horst Hörnlein        | Deutsche Demokratische Republik | 1972 | 1972 | 1    | —      | —      | 1      |
| 23.   | Walter Plaikner       | Italien                         | 1972 | 1972 | 1    | —      | —      | 1      |
| 23.   | Wolfgang Scheidel     | Deutsche Demokratische Republik | 1972 | 1972 | 1    | —      | —      | 1      |
| 23.   | Hans Stanggassinger   | BR Deutschland                  | 1984 | 1984 | 1    | —      | —      | 1      |
| 23.   | Manfred Stengl        | Österreich                      | 1964 | 1964 | 1    | —      | —      | 1      |
| 23.   | Franz Wembacher       | BR Deutschland                  | 1984 | 1984 | 1    | —      | —      | 1      |

### Frauen
| Platz | Name                 | Land                            | Von  | Bis  | Gold | Silber | Bronze | Gesamt |
| ----- | -------------------- | ------------------------------- | ---- | ---- | ---- | ------ | ------ | ------ |
| 1.    | Natalie Geisenberger | Deutschland                     | 2010 | 2022 | 6    | —      | 1      | 7      |
| 2.    | Steffi Walter        | Deutsche Demokratische Republik | 1984 | 1988 | 2    | —      | —      | 2      |
| 2.    | Sylke Otto           | Deutschland                     | 2002 | 2006 | 2    | —      | —      | 2      |
| 4.    | Tatjana Hüfner       | Deutschland                     | 2006 | 2014 | 1    | 1      | 1      | 3      |
| 4.    | Silke Kraushaar      | Deutschland                     | 1998 | 2006 | 1    | 1      | 1      | 3      |
| 6.    | Margit Schumann      | Deutsche Demokratische Republik | 1972 | 1976 | 1    | —      | 1      | 2      |
| 7.    | Ortrun Enderlein     | Deutschland                     | 1964 | 1964 | 1    | —      | —      | 1      |
| 7.    | Erika Lechner        | Italien                         | 1968 | 1968 | 1    | —      | —      | 1      |
| 7.    | Anna-Maria Müller    | Deutsche Demokratische Republik | 1972 | 1972 | 1    | —      | —      | 1      |
| 7.    | Doris Neuner         | Österreich                      | 1992 | 1992 | 1    | —      | —      | 1      |
| 7.    | Gerda Weißensteiner  | Italien                         | 1994 | 1994 | 1    | —      | —      | 1      |
| 7.    | Vera Zozuļa          | Sowjetunion                     | 1980 | 1980 | 1    | —      | —      | 1      |

## Nationenwertungen

### Gesamt
| Platz | Land                                                                       | Gold        | Silber     | Bronze     | Gesamt       |
| ----- | -------------------------------------------------------------------------- | ----------- | ---------- | ---------- | ------------ |
| 1.    | Deutschland (inkl. Deutsche Demokratische Republik) (inkl. BR Deutschland) | 38 (13) (1) | 26 (8) (4) | 23 (8) (5) | 87 (29) (10) |
| 2.    | Italien                                                                    | 7           | 4          | 7          | 18           |
| 3.    | Österreich                                                                 | 6           | 10         | 9          | 25           |
| 4.    | Sowjetunion                                                                | 1           | 2          | 3          | 6            |
| 5.    | Vereinigte Staaten                                                         | —           | 3          | 3          | 6            |
| 6.    | Russland                                                                   | —           | 3          | 1          | 4            |
| 7.    | Lettland                                                                   | —           | 1          | 4          | 5            |
| 8.    | Kanada                                                                     | —           | 1          | 1          | 2            |

### Männer
einschließlich der Medaillen der Teamstaffel
| Platz | Land                                                                       | Gold       | Silber | Bronze     | Gesamt      |
| ----- | -------------------------------------------------------------------------- | ---------- | ------ | ---------- | ----------- |
| 1.    | Deutschland (inkl. Deutsche Demokratische Republik) (inkl. BR Deutschland) | 26 (9) (1) | 12 (3) | 14 (5) (3) | 52 (17) (7) |
| 2.    | Österreich                                                                 | 5          | 8      | 6          | 19          |
| 3.    | Italien                                                                    | 5          | 4      | 7          | 16          |
| 4.    | Vereinigte Staaten                                                         | —          | 3      | 2          | 5           |
| 5.    | Russland                                                                   | —          | 3      | —          | 3           |
| 6.    | Sowjetunion                                                                | —          | 2      | 2          | 4           |
| 7.    | Lettland                                                                   | —          | 1      | 4          | 5           |
| 8.    | Kanada                                                                     | —          | 1      | —          | 1           |

### Frauen
einschließlich der Medaillen der Teamstaffel
| Platz | Land                                                                       | Gold       | Silber     | Bronze    | Gesamt      |
| ----- | -------------------------------------------------------------------------- | ---------- | ---------- | --------- | ----------- |
| 1.    | Deutschland (inkl. Deutsche Demokratische Republik) (inkl. BR Deutschland) | 15 (4) (—) | 14 (5) (1) | 9 (3) (2) | 38 (12) (3) |
| 2.    | Italien                                                                    | 2          | —          | —         | 2           |
| 3.    | Österreich                                                                 | 1          | 3          | 4         | 8           |
| 4.    | Sowjetunion                                                                | 1          | —          | 1         | 2           |
| 5.    | Kanada                                                                     | —          | 1          | 1         | 2           |
| 5.    | Russland                                                                   | —          | 1          | 1         | 2           |
| 6.    | Lettland                                                                   | —          | —          | 2         | 2           |
| 7.    | Vereinigte Staaten                                                         | —          | —          | 1         | 1           |